# Jean Écalle
Jean Écalle (* 1950) ist ein französischer Mathematiker, der sich mit Dynamischen Systemen, Störungstheorie und Analysis befasst.
Ecalle wurde 1974 bei Hubert Delange an der Universität Paris-Süd in Orsay promoviert (Thèse d`Etat: La théorie des Invariants holomorphes). Er ist Forschungsdirektor des Centre national de la recherche scientifique (CNRS) und ist Professor an der Universität Paris-Süd.
Er entwickelte eine Theorie von ihm sogenannter resurgenter Funktionen, analytischen Funktionen mit isolierten Singularitäten, die eine besondere Algebra von Ableitungen (Alien Calculus, Calcul différentiel étranger) besitzen und an ihren verschiedenen Singularitäten in leicht veränderter Form wiedererstehen (daher der Name). Ein Beispiel sind die Lösungen der Abelschen Integralgleichung. Sie liefert für diese Funktionsklasse eine (Borel-)Resummationsmethode für divergente Reihen zum Beispiel aus asymptotischen Entwicklungen, mit Anwendung bei der semiklassischen Entwicklung in der Quantentheorie.
Er wandte seine Theorie auf Dynamische Systeme an und auf Resonanzen (Problem kleiner Nenner).
Unabhängig von Juli Iljaschenko bewies er, dass die Anzahl der Grenzzyklen polynomialer Vektorfelder in der Ebene endlich ist, was schon Henri Dulac 1923 versucht hatte zu beweisen. Dies steht mit dem 16. Hilbert-Problem in Verbindung.
Er war Invited Speaker auf dem Internationalen Mathematikerkongress 1990 in Kyoto (The acceleration operators and their applications). 1988 erhielt er als Erster den Prix Mergier-Bourdeix der Académie des Sciences.

## Schriften
(chronologisch aufsteigend)
- Les Fonctions Résurgentes. 3 Bände, Pub. Math. Orsay, 1985.
- Cinq applications des fonctions résurgentes. Pub. Math. Orsay 1984.
- Singularités non abordables par la géométrie. Annales Inst. Fourier, 42, 1992, S. 73–164, numdam.
- Six Lectures on Transseries, Analysable Functions and the Constructive Proof of Dulac's Conjecture. In: D. Schlomiuk Bifurcations and Periodic Orbits of Vector Fields. Kluwer 1993, S. 75–184.
- mit B. Vallet: Correction, and linearization of resonant vector fields or diffeomorphisms. In: Mathematische Zeitschrift 229, 1998, S. 249–318.
- A Tale of Three Structures: the Arithmetics of Multizetas, the Analysis of Singularities, the Lie Algebra ARI. In: B. L. J. Braaksma, G. K. Immink, Marius van der Put, J. Top (Herausgeber) Differential Equations and the Stokes Phenomenon. World Scientific 2002, S. 89–146.
- Recent Advances in the Analysis of Divergence and Singularities. In: C. Rousseau, Yu. Ilyasheenko (Herausgeber) Proceedings of the July 2002 Montreal Seminar on Bifurcations, Normal forms and Finiteness Problems in Differential Equations. Kluwer 2004, S. 87–187.
- Theorie des Invariants holomorphes. Pub. Math. Orsay 1974.
- Introduction aux fonctions analysables et preuve constructive de la conjecture de Dulac. Hermann, Paris 1992.
- Six lectures on trousseries, analysable functions and the construtive proof of Dulac's conjecture. In: D. Schlominck: Bifurcations and periodic orbits of vector fields. Kluwer 1993, S. 75–184.